# Aspid
Aspid (ook IFR Automotive, S.L.) is een Spaans automerk. Het is opgericht in 2003 door Ignacio Fernández Rodríguez en heeft twee modellen, namelijk de IFR Aspid en de Aspid GT-21 Invictus.
- Virtual International Authority File: 305875735